# Aleksandr Semyonovich Sanchik
Aleksandr Semyonovich Sanchik (tiếng Nga: Александр Семёнович Санчик, sinh ngày 15 tháng 10 năm 1966) là một chỉ huy Lực lượng vũ trang Liên bang Nga, quân hàm Thượng tướng (tướng ba sao), chức vụ Tư lệnh Quân khu Nam của Liên bang Nga. Trước đó, ông từng là Phó Tư lệnh, Tham mưu trưởng Quân khu Đông (tháng 5/2023 đến tháng 4/2024), Tư lệnh Tập đoàn quân binh chủng hợp thành 35 (tháng 9/2020 tới tháng 4/2023), Phó Tư lệnh Tập đoàn quân binh chủng hợp thành 58 (năm 2017 - tháng 8 năm 2020).
Tướng Sankik xuất thân từ Trường cao đẳng Sĩ quan Tăng - thiết giáp Tashken (1985-1989), Học viện Binh chủng hợp thành của Lực lượng vũ trang Liên bang Nga (tốt nghiệp năm 2000), Học viện Quân sự Bộ Tổng tham mưu Lực lượng vũ trang Nga (2025-2017).
Ông đã chỉ huy đơn vị chiến đấu ở Syria và Ukraina và được trao thưởng Huân chương Zhukov. Tại Ukraina, ông chỉ huy Nhóm quân Yug (bao gồm chủ yếu các đơn vị từ Quân khu Nam).